# GVAV in het seizoen 1968/69
Het seizoen 1968/1969 was het 15e jaar in het bestaan van de Groningse betaaldvoetbalclub GVAV. De club kwam uit in de Eredivisie en eindigde daarin op de 11e plaats. Tevens deed de club mee aan het toernooi om de KNVB beker, hierin werd de club in de derde ronde uitgeschakeld door PSV (1–5). In de tweede ronde werd al verloren van FC Twente, maar GVAV mocht, na loting, als lucky loser toch door naar de volgende ronde.

## Wedstrijdstatistieken

### Eredivisie
|       | ADO   | Ajax  | AZ '67 | DOS   | DWS   | Feijenoord | Fortuna SC | Go Ahead | Holland Sport | MVV   | NAC   | N.E.C. | PSV   | Sparta | Telstar | FC Twente '65 | Volendam |
| ----- | ----- | ----- | ------ | ----- | ----- | ---------- | ---------- | -------- | ------------- | ----- | ----- | ------ | ----- | ------ | ------- | ------------- | -------- |
| Thuis | 1 – 0 | 1 – 2 | 0 – 0  | 3 – 0 | 2 – 2 | 1 – 2      | 0 – 0      | 1 – 1    | 1 – 0         | 3 – 0 | 4 – 2 | 0 – 0  | 3 – 0 | 3 – 1  | 1 – 0   | 2 – 4         | 0 – 0    |
| Uit   | 3 – 2 | 6 – 0 | 1 – 1  | 1 – 0 | 2 – 0 | 3 – 0      | 0 – 0      | 3 – 0    | 4 – 1         | 0 – 0 | 2 – 1 | 2 – 0  | 0 – 0 | 0 – 0  | 1 – 1   | 4 – 0         | 2 – 0    |

### KNVB beker
| 1e ronde                                                 | NOAD                                     | 3 – 3 (2 – 1, 2 – 2) Na strafschoppen | GVAV                                                                          |
| 15 september 1968 Plaats: Tilburg Gemeentelijk Sportpark | Ad Brekelmans 25', 110' Bart Stovers 45' |                                       | 39' Keld Pedersen 87' Martin Koeman 115' Frans Guns                           |
| 2e ronde                                                 | FC Twente '65                            | 2 – 1 (0 – 0)                         | GVAV                                                                          |
| 10 november 1968 Plaats: Enschede Het Diekman            | Henk Houwaart 51'                        |                                       | 59' Jan Jeuring 86' Peter Eimers                                              |
| 3e ronde                                                 | GVAV                                     | 1 – 5 (1 – 2)                         | PSV                                                                           |
| 9 maart 1969 Plaats: Groningen Oosterpark                | Keld Pedersen 26'                        |                                       | 40', 88' Wim van den Dungen 54' Willy van der Kuijlen 72' Bent Schmidt-Hansen |

## Statistieken GVAV 1968/1969

### Eindstand GVAV in de Nederlandse Eredivisie 1968 / 1969
| Stand | Gespeeld | Gewonnen | Gelijk | Verloren | Punten | Doelpunten voor | Doelpunten tegen |
| ----- | -------- | -------- | ------ | -------- | ------ | --------------- | ---------------- |
| 11e   | 34       | 8        | 12     | 14       | 28     | 32              | 48               |

### Topscorers
| #      | Naam             | Goal |
| ------ | ---------------- | ---- |
| 1.     | Frans Guns       | 6    |
| 1.     | Keld Pedersen    | 6    |
| 3.     | Peter Eimers     | 5    |
| 3.     | Piet Fransen     | 5    |
| 5.     | Martin Koeman    | 3    |
| 6.     | Theo Buijs       | 2    |
| 6.     | Ferry Pettersson | 2    |
| 8.     | Johan Beuvink    | 1    |
| 8.     | Ole Fritsen      | 1    |
| 8.     | Wim Visser       | 1    |
| Totaal | Totaal           | 32   |

| #      | Naam          | Goal |
| ------ | ------------- | ---- |
| 1.     | Keld Pedersen | 2    |
| 2.     | Frans Guns    | 1    |
| 2.     | Henk Houwaart | 1    |
| 2.     | Martin Koeman | 1    |
| Totaal | Totaal        | 5    |

## Voetnoten
ADO ·
Ajax ·
AZ '67 ·
DOS ·
DWS ·
Feijenoord ·
Fortuna SC ·
Go Ahead ·
Holland Sport ·
GVAV ·
MVV ·
NAC ·
N.E.C. ·
PSV ·
Sparta ·
Telstar ·
FC Twente '65 ·
Volendam